# 福井県内の通り
福井県内の通り（ふくいけんないのとおり）は、福井県内を通る、愛称もしくは通称がつけられた通りの一覧である。

## 福井市
| 名称                 | 方向北 | 距離     | 起点                                  | 終点                                   | 道路路線名                                                                      |
| -------------------- | ------ | -------- | ------------------------------------- | -------------------------------------- | ------------------------------------------------------------------------------- |
| 明里橋通り           | 南北   | 約3.4km  | 若杉一丁目 （社中入口交差点）         | 堀ノ宮一丁目 （堀ノ宮交差点）          | 県道6号 市道福井川西線                                                          |
| 板垣橋通り           | 南北   | 約3.2km  | 板垣三丁目 （板垣交差点）             | 志比口一丁目 （志比口交差点）          | 県道180号 県道116号 県道179号                                                   |
| お泉水通り           | 南北   | 約2.5km  | 大手二丁目 （福井駅西口）             | 大宮一丁目 （大宮1丁目交差点）         | 県道128号 市道福井駅北通線                                                      |
| 花月橋通り           | 南北   | 約2.2km  | 足羽二丁目 （足羽小学校南東角）       | 文京五丁目 （西環状線に接続）          | 市道花月新町線                                                                  |
| カルチャーパーク通り | 東西   | 約1.5km  | 月見五丁目 （月見交差点）             | みのり二丁目 （赤十字病院入口交差点）  | 市道福井清水線                                                                  |
| 木田橋通り           | 南北   | 約4.5km  | 大町一丁目 （東環状線に接続）         | 志比口一丁目 （福井口交差点）          | 市道豊島木田線 市道東口都心環状線 市道日之出志比口線                            |
| 公園通り             | 環状   | 約8.3km  | 渕二丁目 （渕町交差点）               | 福新町 （運動公園南口交差点）          | 県道28号 県道177号 県道6号 市道中央3-476号線 県道6号 市道社線 市道中央3-471号線 |
| さくら通り           | 東西   | 約8.5km  | 飯塚町 （飯塚交差点）                 | 寮町 （福井県道164号大畑松岡線に接続） | 市道中央3-495号線 県道115号 県道114号                                           |
| 城の橋通り           | 東西   | 約2.5km  | 中央一丁目 （幸橋北詰交差点）         | 御幸四丁目 （西方交差点）              | 県道5号                                                                         |
| 中央大通り           | N/A    | 約1.3km  | つくも二丁目 （久保町交差点）         | 大手二丁目 （福井駅西口）              | 県道6号 県道5号 県道11号                                                        |
| 西環状線             | 環状   | 約9.7km  | 花堂南二丁目 （花堂交差点）           | 文京二丁目 （フェニックス通りに接続）  | 県道182号 市道環状西線                                                          |
| 東大通り             | 東西   | 約1.0km  | 日之出一丁目 （福井駅東口交差点）     | 城東一丁目 （板垣橋通りに接続）        | 県道228号 市道福井東口駅前線                                                    |
| 東環状線             | 環状   | 約8.7km  | 文京一丁目 （フェニックス通りに接続） | 花堂南一丁目 （花堂交差点）            | 市道環状西線 市道環状東線 県道128号 国道8号 県道182号                           |
| フェニックス通り     | 南北   | 約16.5km | 上江尻町（市境）                      | 河合寄安町（市境）                     | 県道229号 県道28号 県道5号 県道30号 市道北部1-383号線 県道30号                  |
| 藤島通り             | 東西   | 約8.0km  | 深谷町 （明治橋西詰）                 | 上中町 （東藤島交差点）                | 県道251号 国道416号                                                             |
| 松本通り             | 東西   | 約4.0km  | 菅谷二丁目 （菅谷交差点）             | 志比口一丁目 （志比口交差点）          | 市道松岡菅谷線 県道128号                                                        |

## 鯖江市
| 名称                                    | 方向 | 起点                         | 終点                            | 道路路線名                                  |
| --------------------------------------- | ---- | ---------------------------- | ------------------------------- | ------------------------------------------- |
| うるしの里通り                          | 東西 | 柳町 （柳町交差点）          | 上河内町（市境）                | 県道39号 県道105号 県道18号 県道192号       |
| 元三大師通り （がんざんだいしどおり）   | 東西 | 小黒町 （西縦貫線に接続）    | 戸口町 （県道25号に接続）       | 県道18号 市道                               |
| 嚮陽通り （きょうようどおり）           | 東西 | 石生谷町（市境）             | 中野町（東端）                  | 県道104号 国道417号                         |
| 三里山通り （さんりやまどおり）         | N/A  | 五郎丸町 （五郎丸交差点）    | 下新庄町（市境）                | 県道194号                                   |
| 青年の道 （せいねんのみち）             | 南北 | 川去町（市境）               | 漆原町（市境）                  | 県道28号 丹南広域農道                       |
| 泰澄通り （たいちょうどおり）           | 東西 | 川去町（市境）               | 神明町 （神明駅交差点）         | 国道417号 県道229号（支線） 県道186号       |
| つつじ通り                              | 南北 | 鳥羽町（市境）               | 下司町（市境）                  | 市道有定鳥羽線 県道229号                    |
| 西縦貫線 （にしじゅうかんせん）         | 南北 | 鳥羽町 （西縦貫線交差点）    | 有定町 （鯖江大橋北交差点）     | 県道229号 （一部県道252号・ 国道417号重複） |
| ひまわり通り                            | 南北 | 桜町 （県道229号桜町交差点） | 舟津町 （県道229号に接続）      | 市道                                        |
| 三峯山麓通り （みつみねさんろくどおり） | 南北 | 上戸口町（市境）             | 戸口町（市境）                  | 県道25号                                    |
| 文殊近松通り （もんじゅちかまつどおり） | 東西 | 石田下町（市境）             | 大正寺町（市境）                | 県道185号 県道208号                         |
| 吉川橋通り （よしかわばしどおり）       | 東西 | 西大井町（市境）             | 下河端町 （鯖江警察署前交差点） | 県道189号                                   |
| 歴史の道                                | 南北 | 鳥羽町（市境）               | 舟津町（市境）                  | 市道（ごく一部県道134号）                   |

## その他の市
| 名称                 | 方向 | 起点      | 終点   | 道路路線名     | 市       |
| -------------------- | ---- | --------- | ------ | -------------- | -------- |
| （新）木崎通り       | 南北 | 松島町    | 若葉町 | 県道142号      | 敦賀市   |
| （旧）木崎通り       | 南北 | 松島町    | 若葉町 | 県道142号 市道 | 敦賀市   |
| 北潟湖ハミングロード | N/A  | 吉崎1丁目 | 浜坂   | 県道803号      | あわら市 |
| 三番通り             | 南北 |           |        | 県道240号      | 大野市   |
| 六間大通り           | 東西 |           |        | 国道476号      | 大野市   |
| 七間通り             | 東西 |           |        |                | 大野市   |

## 広域な通りの名称
| 名称                     | 方向 | 起点             | 終点               | 道路路線名                                  | 通過市町                     |
| ------------------------ | ---- | ---------------- | ------------------ | ------------------------------------------- | ---------------------------- |
| 芦原街道                 | 南北 | 福井市中央3丁目  | あわら市舟津       | 県道5号                                     | 福井市 坂井市 あわら市       |
| かもめ通り               | N/A  | 坂井市三国町山王 | あわら市舟津       | 県道7号                                     | 坂井市 あわら市              |
| 空港道路 嶺北縦貫線      | 南北 | 福井市天池       | あわら市吉崎       | 県道29号                                    | 福井市 坂井市 あわら市       |
| 清水谷坂                 | 東西 | 越前市寺地       | 池田町清水谷       | 県道2号                                     | 越前市 今立郡池田町          |
| 越前・河野しおかぜライン | 南北 | 敦賀市大比田     | 南条郡南越前町河野 | 国道305号（旧河野海岸有料道路部） 県道204号 | 敦賀市 南条郡南越前町        |
| 吉崎街道 蓮如街道        | N/A  | あわら市         | 加賀市             |                                             | あわら市 加賀市              |
| ファインロード           | N/A  | 永平寺町鳴鹿山鹿 | 福井市渕町         | 県道801号                                   | 吉田郡永平寺町 坂井市 福井市 |

## 歴史街道の名称
| 名称              | 方向 | 起点                   | 終点               | 道路路線名      | 主な経由地                   |
| ----------------- | ---- | ---------------------- | ------------------ | --------------- | ---------------------------- |
| 鮎街道            | N/A  | 坂井市丸岡町一本田福所 | 勝山市平泉寺町大渡 | 県道17号        | 坂井市 吉田郡永平寺町 勝山市 |
| 鯖街道            | N/A  | 小浜市                 | 京都市             | 複数ルートあり  | 小浜市 高島市 大津市 京都市  |
| 勝山街道          | N/A  | 福井市                 | 勝山市             | 国道416号に相当 | 福井市 吉田郡永平寺町 勝山市 |
| 美濃街道 大野街道 | N/A  | 福井市                 | 美濃市             | 国道158号に相当 | 福井市 大野市 郡上市 美濃市  |
| 三国街道          | N/A  | 福井市                 | 坂井市三国町       |                 |                              |
| 北国街道          | N/A  |                        |                    |                 |                              |

## その他通称
- あじさいの道通り（福井市：足羽山公園内）
- 歴史のみち（福井市：宝永三丁目 - 中央一丁目）